# Conan le Barbare (film)
Vous lisez un « bon article » labellisé en 2016.
Pour les articles homonymes, voir Conan le Barbare (homonymie).
Série
Conan le Destructeur
(1984)
Pour plus de détails, voir Fiche technique et Distribution.
Conan le Barbare (Conan the Barbarian) est un film américain réalisé par John Milius et sorti en 1982. Il s'inspire librement des récits de Robert E. Howard se déroulant dans l'âge hyborien et ayant Conan le Barbare comme personnage principal. Arnold Schwarzenegger interprète le rôle-titre, un jeune barbare qui cherche à venger la mort de ses parents, assassinés par le chef d'une secte adorant les serpents. James Earl Jones, Sandahl Bergman, Gerry López et Mako complètent la distribution principale.
Le projet de réaliser un film basé sur les aventures de Conan est développé par Edward R. Pressman à partir de 1975. Oliver Stone écrit une première version du scénario mais Edward R. Pressman, qui manque de capitaux, vend ses droits à Dino De Laurentiis. John Milius est alors engagé pour réaliser le film et réécrit le scénario. Le tournage se déroule en Espagne durant plus de quatre mois et nécessite la création de plusieurs décors imposants ainsi que la réalisation d'effets spéciaux mécaniques complexes. Plusieurs scènes jugées trop violentes par les producteurs sont coupées au montage.
Le film connaît le succès commercial à sa sortie au cinéma, malgré des critiques assez mitigées. La bande originale de Basil Poledouris est largement saluée pour sa qualité. Les thèmes principaux du film sont le secret de l'acier ainsi que la mort et la renaissance, mais une partie des analystes voit dans le film une célébration du surhomme et de l'individualisme revenu en vogue au début des années 1980. Le film lance la carrière d'Arnold Schwarzenegger et une suite, Conan le Destructeur, sort en 1984. Il rapporte par la suite d'importants profits à travers ses diverses sorties en vidéo.

## Synopsis
Des milliers d'années avant l’avènement de la civilisation moderne, durant l'âge hyborien. Le film s'ouvre sur une phrase attribuée à Friedrich Nietzsche : « Ce qui ne nous tue pas nous rend plus forts. » S'ensuit une narration qui établit que l’histoire raconte les origines de Conan, un jeune barbare.
Peu après que son père lui a révélé le « secret de l'acier » et l'importance de celui-ci pour le peuple cimmérien, lors de la fabrication d'une magnifique épée, la famille de Conan est massacrée avec tout son village ; l'épée est prise par le vainqueur, qui a détruit le village pour le piller. Les enfants sont vendus comme esclaves et Conan est enchaîné des années durant à une énorme roue. Il reste le dernier survivant et arrive à la mouvoir seul grâce à la force nettement au-dessus de la moyenne que lui a conférée cet exercice. Acheté par un maître de gladiateurs, Conan remporte combat sur combat, d'abord grâce à sa seule force, ensuite grâce à une instruction au maniement des armes. Libéré, il sauve un voleur, Subotaï, et parcourt le monde avec lui en rêvant de vengeance.
Tous deux rencontrent Valeria, une aventurière, et le trio pille la tour sacrée d'une secte mystérieuse après avoir tué le serpent géant gardien des lieux. Conan découvre alors que Thulsa Doom, le maître de la secte, n'est autre que celui qui a détruit son village. Doom a entraîné dans son sillage la fille du roi Osric, lequel promet au trio une forte récompense s'ils la lui ramènent. Valeria et Subotaï proposent de garder l'argent donné par Osric et de s'enfuir mais Conan fait passer son désir de vengeance avant tout : renonçant à l'amour de Valeria et à l'amitié de Subotaï, il les quitte pour rechercher Doom. Conan parvient bien jusqu'à son temple, la montagne du pouvoir, mais ne réussit qu'à se faire capturer et crucifier sur « l'arbre du malheur », non sans que Doom lui ait auparavant expliqué que le pouvoir sur la chair est plus important que le pouvoir sur l'acier.

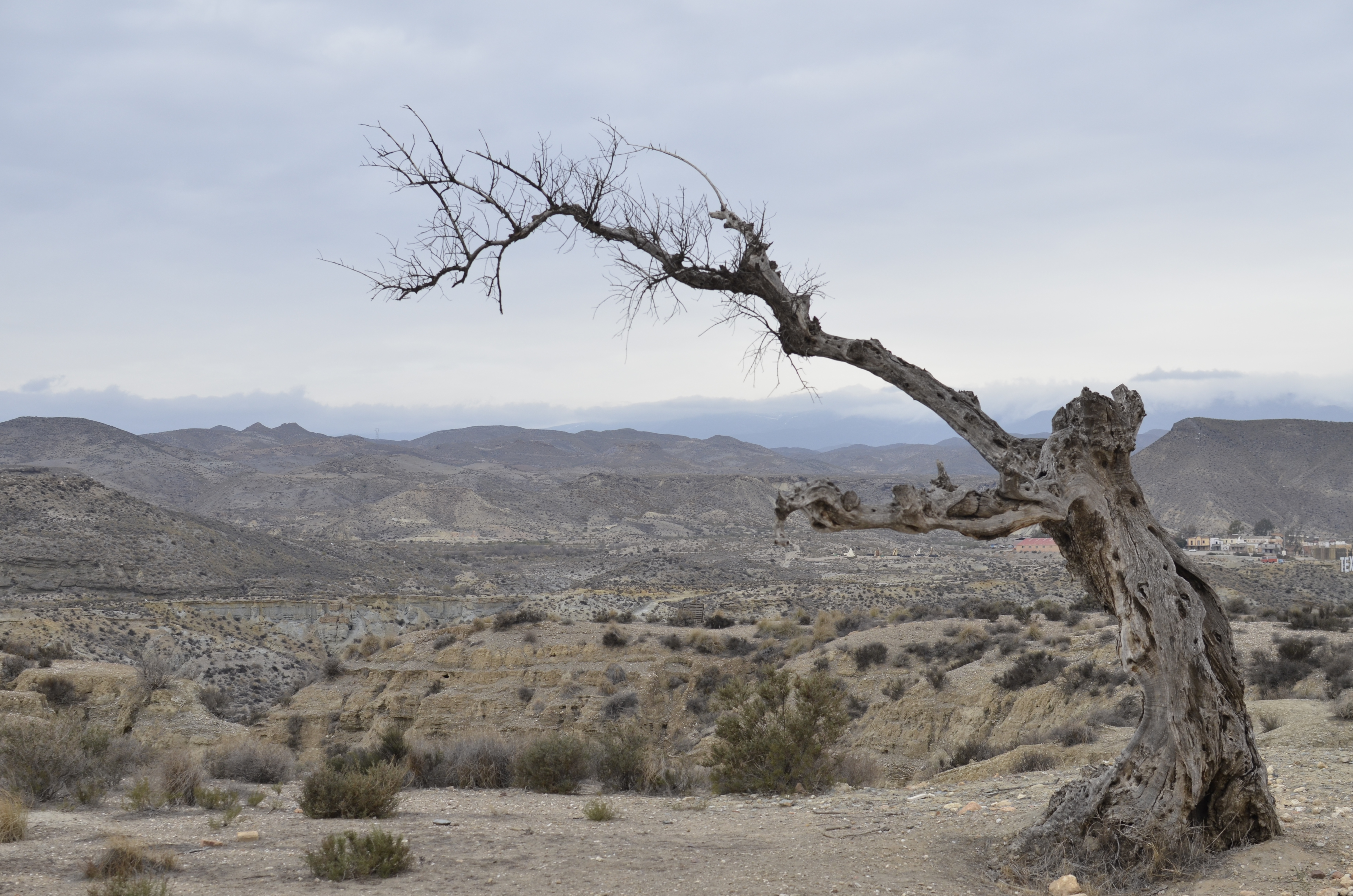
La scène de la crucifixion de Conan a été tournée dans le désert de Tabernas.

Conan est retrouvé à moitié mort par Subotaï et Valeria, et celle-ci, avec l'aide d'un sorcier (narrateur du film en voix off), réussit à le ramener dans le monde des vivants en combattant les esprits qui veulent l'emporter au royaume des morts. Cependant, le sorcier prévient Valeria qu'il y aura un prix à payer aux esprits pour cela, ce que Valeria accepte par amour pour Conan. Conan se laisse convaincre par ses amis de récupérer d'abord la princesse et de se venger plus tard. De fait, pénétrant dans le palais souterrain de Doom pendant une orgie cannibale, ils parviennent à enlever la princesse (malgré elle) mais Valeria est mortellement blessée par une flèche empoisonnée tirée par Doom et meurt dans les bras de Conan.
Utilisant la princesse comme appât, Conan, Subotaï et le sorcier préparent une embuscade où toute la garde de Doom est exterminée, y compris ses deux principaux lieutenants, Rexor et Thorgrim, qui avaient participé à la destruction du village. Au cours de ce combat, Valeria revient brièvement de l'au-delà sous la forme d'une valkyrie pour sauver Conan d'un coup mortel de Rexor. Conan récupère l'épée de son père, brisée dans la bataille. Guidé par la princesse, désormais libérée de l'emprise de Doom, Conan revient au temple de Doom, échappe de peu à son pouvoir hypnotique et le décapite en présence de toute la secte, laquelle se dissout aussitôt. Conan incendie le temple et repart avec la princesse.

## Fiche technique
- Titre original : Conan the Barbarian
- Titre français : Conan le Barbare
- Réalisation : John Milius
- Scénario : John Milius et Oliver Stone, d'après les personnages créés par Robert E. Howard
- Musique : Basil Poledouris
- Direction artistique : Pier Luigi Basile, Veljko Despotovic et Benjamín Fernández
- Décors : Ron Cobb
- Costumes : John Bloomfield
- Photographie : Duke Callaghan
- Montage : C. Timothy O'Meara
- Production : Raffaella De Laurentiis et Buzz Feitshans
  - Production déléguée : D. Constantine Conte, Edward R. Pressman et Dino De Laurentiis
  - Production associée : Edward Summer
- Sociétés de production : Universal Pictures et Dino De Laurentiis Productions
- Sociétés de distribution : Universal Pictures (États-Unis), 20th Century Fox (France)
- Budget : 20 000 000 USD (estimation)
- Pays de production :  États-Unis
- Langue originale : anglais américain
- Format : couleur — 35 mm — 2.39:1 — son mono
- Genre : action, épique, aventure, fantastique
- Durée : 129 minutes
- Dates de sortie[1] :
  - France : 7 avril 1982
  - États-Unis : 14 mai 1982
- Classification : R (Restricted) aux États-Unis[N 2], U en France[N 3], 13+ au Québec[N 4]

## Distribution
- Arnold Schwarzenegger (VF : Richard Darbois) : Conan
- James Earl Jones (VF : Georges Aminel) : Thulsa Doom
- Sandahl Bergman (VF : Annie Balestra) : Valeria
- Gerry López (VF : François Leccia) : Subotai
- Mako (VF : Marc de Georgi) : l'enchanteur / le narrateur
- Max von Sydow (VF : René Arrieu) : le roi Osric
- Ben Davidson (VF : Claude Joseph) : Rexor
- Sven-Ole Thorsen : Thorgrim
- Valérie Quennessen (VF : Jeanine Forney) : la princesse Yasmina
- William Smith (VF : Pierre Hatet) : le père de Conan
- Nadiuska : la mère de Conan
- Cassandra Gava (VF : Marion Loran) : la sorcière
- Jorge Sanz : Conan enfant
- Luis Barboo (VF : Georges Atlas) : Red Hair
- Franco Columbu : l'éclaireur picte
- Donald Gibb : un garde d'Osric (non crédité)

Sources et légende : version française (VF) sur RS Doublage et objectif-cinema,

## Production

### Développement du projet

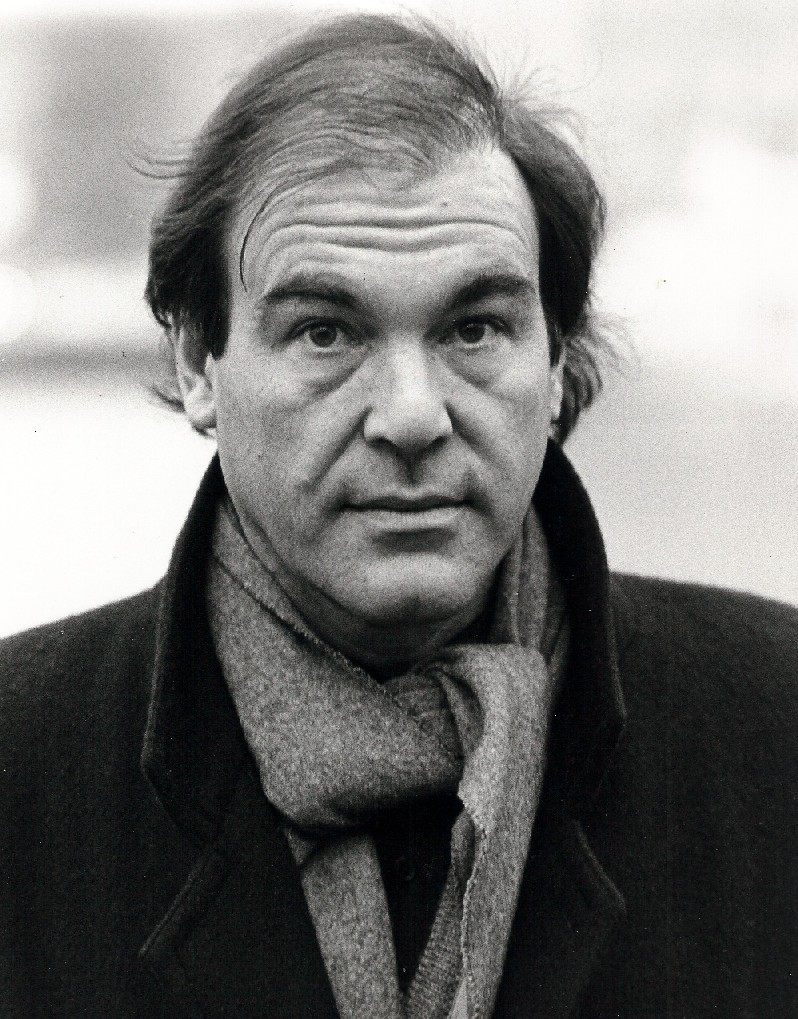
Oliver Stone (photographie de 1987) a écrit le premier scénario, très largement modifié par la suite par John Milius.

En 1975, le producteur et éditeur Edward Summer suggère à Edward R. Pressman un projet de film basé sur le personnage de Conan le Barbare, créé par Robert E. Howard. Il le persuade de s'engager dans ce projet en lui montrant des aventures de Conan en bandes dessinées et des dessins de Frank Frazetta. Le producteur acquiert donc les droits d'adaptation des récits de Howard mettant en scène le personnage, processus délicat qui lui prend deux ans. En effet, la maison d'édition qui détenait les droits, Lancer Books, a été mise en règlement judiciaire en 1973 et des disputes légales se sont engagées à propos des droits de publication, lesquels ont été gelés en attendant l'issue du procès. Lyon Sprague de Camp et Glenn Lord, les deux parties principales impliquées dans le procès, finissent par fonder Conan Properties Incorporated afin de gérer toutes les licences ayant trait à Conan. Edward R. Pressman acquiert les droits cinématographiques peu après pour une somme de 7 500 $ mais après avoir dépensé plus de 100 000 $ en frais juridiques pour aider à résoudre le conflit.
En 1977, le succès de Star Wars accroit l'intérêt de l'industrie du cinéma pour les films représentant des aventures héroïques dans des mondes de fiction. D'après Buzz Feitshans, un producteur qui a fréquemment travaillé avec lui, John Milius exprime son intérêt de réaliser un film sur Conan en 1978, après avoir fini le tournage de Graffiti Party. Milius et Feitshans approchent Pressman mais les discussions n'aboutissent pas en raison de divergences d'opinions sur plusieurs points. Paramount Pictures offre de participer au projet à hauteur de 2 500 000 $ si un scénariste renommé est engagé. Oliver Stone, qui vient de signer le scénario de Midnight Express, est alors attaché au projet et le premier script écrit par Summer et Roy Thomas, basé largement sur la nouvelle Le Rendez-vous des bandits, est abandonné. Pressman approche ensuite Frazetta pour qu'il serve de consultant visuel mais les deux hommes ne parviennent pas à un accord. Le producteur engage alors Ron Cobb, qui a conçu des décors pour Alien, Le Huitième Passager de Ridley Scott. Cobb réalise une série de peintures et de dessins pour Pressman avant de partir rejoindre Milius sur un autre projet.

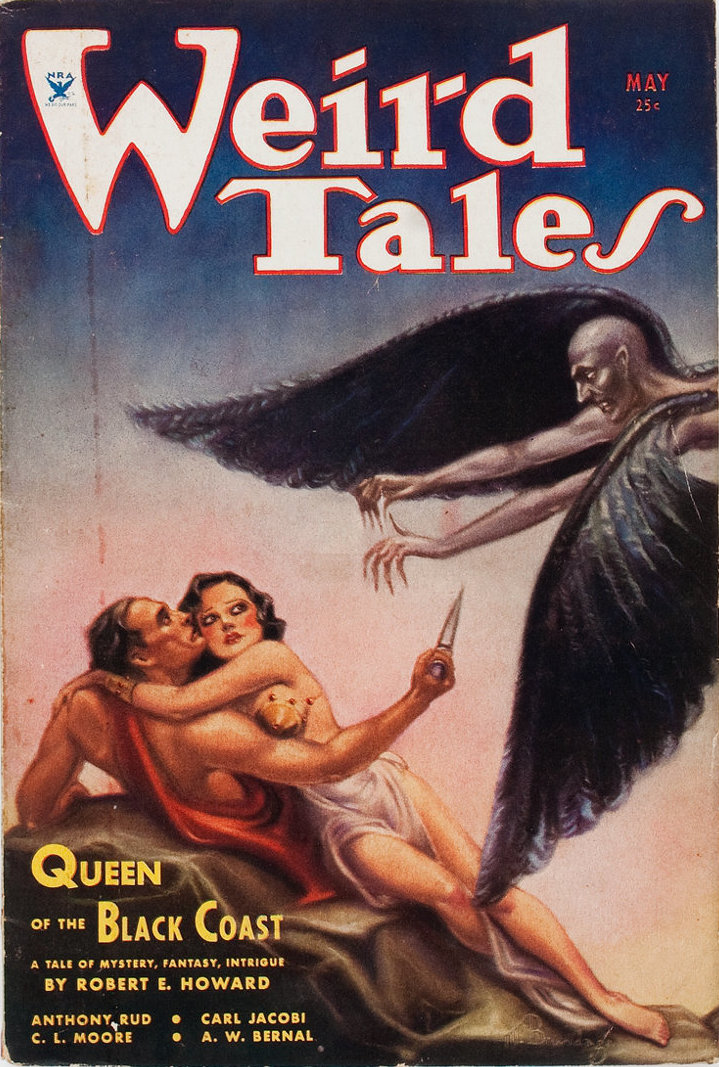
Le scénario du film s'inspire d'éléments provenant de plusieurs récits de Robert E. Howard, tels que La Reine de la Côte Noire.

Oliver Stone écrit une première version du scénario au début de l'année 1978. Ce scénario s'inspire des nouvelles Le Colosse noir et Une sorcière viendra au monde ! présentes dans le recueil Conan le Flibustier (1968) mais Stone, qui est accro à la cocaïne et aux dépresseurs à cette période et écrit le script sous leur influence, situe l'histoire dans un futur post-apocalyptique et prévoit une bataille où Conan mène une armée contre une horde de 10 000 mutants. Le budget nécessaire à la réalisation du film est estimé à 40 000 000 $ mais Pressman, Summer et Stone n'arrivent pas à convaincre les grands studios de production de financer leur projet. De plus, la compagnie de production de Pressman connaît des difficultés financières et il doit emprunter de l'argent à la banque. Les trois hommes éprouvent également des problèmes pour trouver le réalisateur approprié. Stone et Joe Alves, qui a travaillé comme réalisateur de seconde équipe sur Les Dents de la mer, sont envisagés comme coréalisateurs mais l'idée est rejetée. Stone propose alors la réalisation à Ridley Scott mais celui-ci décline l'offre. Pressman essuie également un refus d'Alan Parker.
Pendant ce temps, Cobb montre à Milius le travail qu'il a effectué pour Conan ainsi que le scénario de Stone, ce qui ravive l'intérêt de Milius. Celui-ci contacte à nouveau Pressman et les deux hommes parviennent cette fois à un accord, Milius acceptant de réaliser le film s'il est autorisé à modifier le scénario. Milius est toutefois soumis à l'obligation contractuelle de diriger son prochain film pour le producteur Dino De Laurentiis et propose donc à celui-ci de participer au projet. Après un an de négociations, Pressman, découragé par toutes les difficultés qu'il a rencontrées, revend ses droits à De Laurentiis pour 4 500 000 $ ainsi que 10 % des recettes de toute suite qui serait donnée au film. De Laurentiis prend en charge le financement du film, mais Pressman reste associé au projet en tant que producteur délégué. De Laurentiis confie la production du film à sa fille Raffaella et à Feitshans. Milius est officiellement désigné réalisateur au début de l'année 1979 et Cobb est nommé chef décorateur. Dino De Laurentiis conclut un accord avec Universal Pictures par lequel le studio devient le distributeur du film aux États-Unis et participe au financement du budget de production, débloquant aussi 12 000 000 $ pour assurer la promotion publicitaire du film,.
Milius s'attelle à la réécriture du scénario et replace le film durant la protohistoire, étant ainsi libre de créer son propre monde en mélangeant tout ce qui le fascine dans différentes cultures anciennes. Il atténue certains éléments (monstres, magie) relevant trop de la fantasy et écarte toute la deuxième moitié du scénario de Stone. Il conserve néanmoins certaines scènes de la première partie du script antérieur, comme l'escalade de la Tour des serpents et la crucifixion de Conan sur « l'arbre du malheur ». Il développe la brève exposition faite par Stone de la jeunesse de Conan, limitée à l'attaque de son village, en retraçant ses années passées enchaîné à la roue et son entrainement de gladiateur. Milius s'inspire aussi du segment Hoïchi sans oreilles du film à sketches Kwaïdan (1965) de Masaki Kobayashi pour la peinture des symboles sur le corps de Conan et les fantômes tentant de l'emmener au royaume des morts, ainsi que des Sept Samouraïs (1954) d'Akira Kurosawa pour la bataille finale contre les hommes de Thulsa Doom. Il inclut enfin quelques épisodes de récits de Conan écrites par d'autres auteurs que Howard, par exemple sa découverte d'un tombeau où il trouve une épée, basée sur La Chose dans la crypte de Sprague de Camp et Lin Carter.

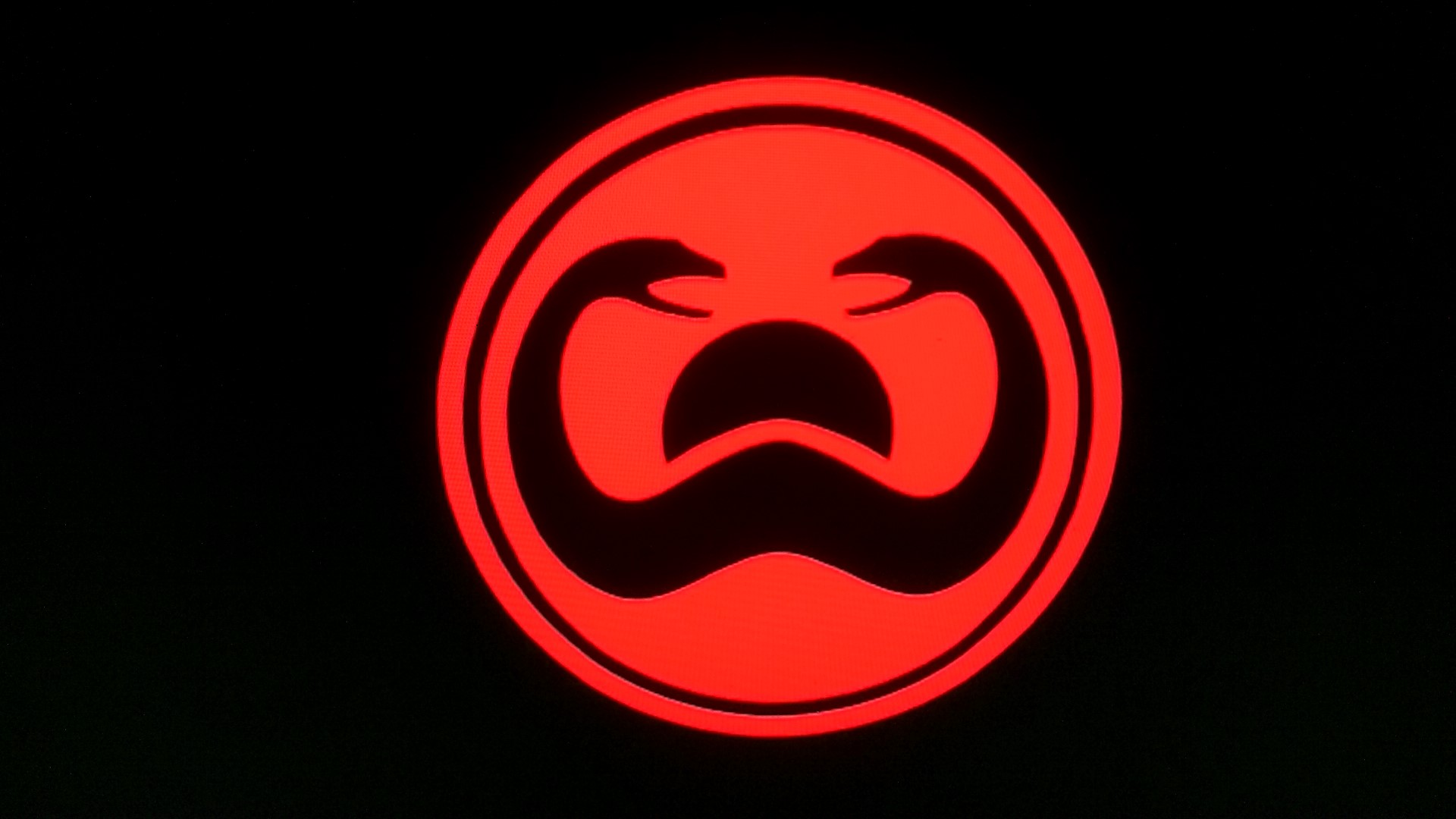
Symbole de la secte de Thulsa Doom.

John Milius crée le Conan du film en prenant comme inspiration principale les « héros de la mythologie nordique ». Des spécialistes de l'œuvre de Howard décrivent le Conan du film comme « moins loquace et moins éduqué » que celui des nouvelles, notant aussi que ce dernier étant très attaché à sa liberté, il aurait résisté avec violence à l'esclavage au lieu d'attendre d'être libéré. Valeria, le principal personnage féminin du film, est basé sur deux personnages de Howard. Son nom est celui de la partenaire de Conan dans la nouvelle Les Clous rouges, alors que sa personnalité et son destin s'inspirent de ceux de Bêlit, la reine pirate de La Reine de la Côte Noire. Le prénom Valeria n'est pas prononcé dans le film, la seule scène où elle est nommée ayant été coupée au montage. Subotaï, archétype de l'ami fidèle du héros, n'est basé sur aucun des personnages de Howard en particulier et son nom provient de celui d'un général de Gengis Khan. Thulsa Doom, l'antagoniste principal de Conan, est un amalgame de deux créations de Howard. Il est nommé d'après le méchant d'une histoire de Kull mais sa personnalité est proche de celle de Thoth-Amon, l'ennemi de Conan dans la nouvelle Le Phénix sur l'épée. Milius affirme que ses recherches sur les Nizârites et les Thugs ont inspiré le culte du serpent créé par Doom. Ce culte dont les disciples fanatiques sont prêts à se suicider sur l'ordre de Doom rappelle cependant aussi la secte de Jim Jones.

### Attribution des rôles

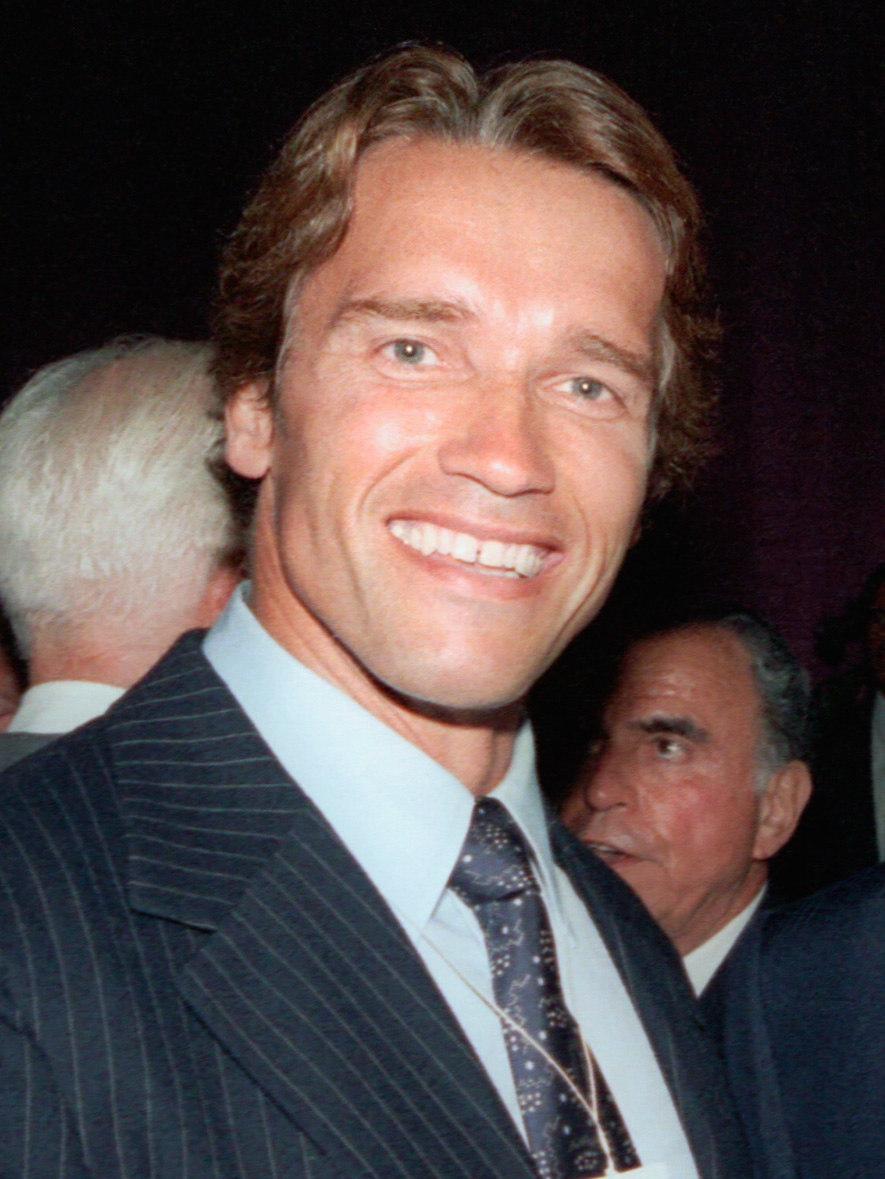
Arnold Schwarzenegger en 1984.

Avant même d'avoir acquis les droits d'adaptation, Edward R. Pressman et Edward Summer se mettent en quête d'un acteur principal. Ils envisagent notamment Charles Bronson et Sylvester Stallone avant de visionner le documentaire Arnold le magnifique (1977) où ils sont impressionnés par le physique d'Arnold Schwarzenegger, qu'ils trouvent parfait pour interpréter Conan. Arnold Schwarzenegger est contacté par Pressman et se montre immédiatement intéressé, pressentant que le film pourrait être une formidable occasion de se faire un nom dans l'industrie du cinéma. Une somme de 250 000 $ est versée à Schwarzenegger, et le contrat signé par ce dernier stipule qu'il s'engage à ne pas jouer dans d'autres films d'heroic fantasy avant celui-ci. Après la vente des droits à De Laurentiis, Schwarzenegger conserve le rôle mais Milius désire qu'il ait une apparence plus athlétique. Schwarzenegger entreprend donc un programme d'entraînement 18 mois avant le début du tournage. Ce programme comprend de la course à pied, des haltères, de l'escalade à la corde, de l'équitation et de la natation, l'acteur passant de 110 à 95 kg. En 1980, il prend des cours avec Robert Easton pendant plusieurs semaines afin d'améliorer son phrasé et son débit vocal.
En plus de Schwarzenegger, deux autres acteurs novices intègrent la distribution principale car Milius désire que ses acteurs principaux n'aient pas d'idées préconçues sur la manière de jouer leurs personnages, privilégiant leur apparence et leur personnalité,. Sandahl Bergman, une danseuse que Milius a vu dans Que le spectacle commence (1979) et qui lui a fait tout de suite penser à une valkyrie, est engagée pour le rôle de Valeria. Le surfeur Gerry López, ami de Milius et fan de Conan dont la seule expérience dans le cinéma se résume à une courte apparition dans Graffiti Party, est engagé pour le rôle de Subotaï et prend des cours d'art dramatique pendant six mois,. Schwarzenegger vient vivre plus d'un mois chez López afin qu'ils puissent préparer leurs rôles ensemble et bâtir une relation amicale. Pendant les quatre mois précédant le tournage, Schwarzenegger, Bergman et López s'entraînent quotidiennement à l'escrime, au kendo et à l'équitation. Kiyoshi Yamazaki, maître d'armes et expert en karaté, leur enseigne un style de combat à l'épée qui leur permet de paraître compétents dans l'utilisation de cette arme.
Sean Connery et John Huston sont pressentis pour interpréter les rôles de Thulsa Doom et du roi Osric, mais ce sont finalement James Earl Jones et Max von Sydow, deux autres acteurs expérimentés, qui sont engagés, Milius espérant que leur présence sera une source d'inspiration pour son trio d'acteurs débutants. Pendant le tournage, Jones est également à l'affiche d'une pièce de théâtre à Broadway et lui et l'équipe du film doivent soigneusement coordonner leurs emplois du temps afin que ni le tournage ni les représentations de la pièce ne soient perturbés. L'acteur japonais Mako est lui aussi engagé en raison de son expérience pour assurer à la fois le rôle du magicien et celui du narrateur. Les deux lieutenants de Thulsa Doom sont interprétés par l'ancien footballeur américain Ben Davidson et le culturiste danois Sven-Ole Thorsen.

### Tournage

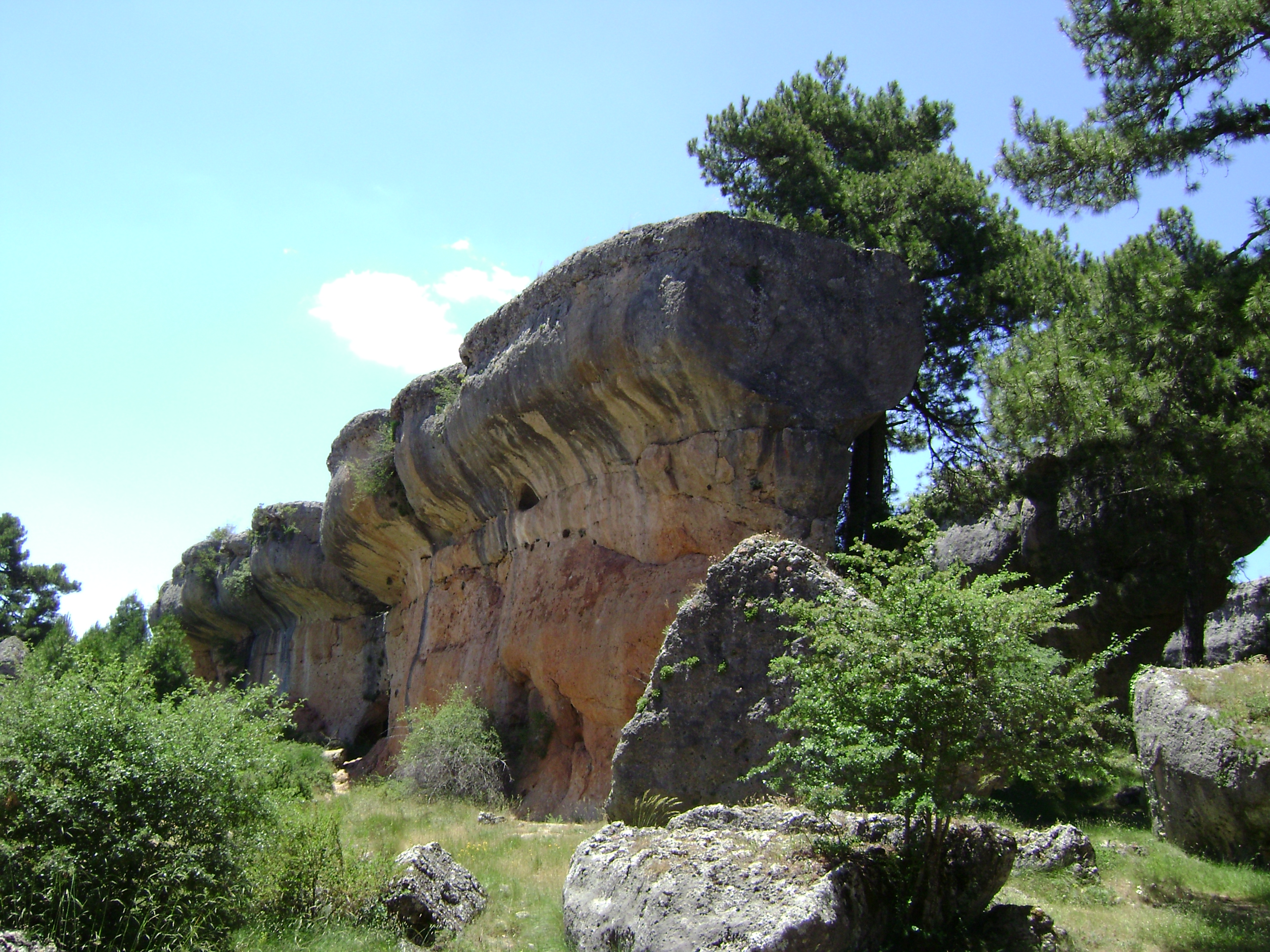
Les formations rocheuses de Ciudad Encantada ont servi de décor pour la rencontre entre Conan et Subotaï.

En octobre 1980, Arnold Schwarzenegger tourne aux studios de Shepperton une courte scène dans laquelle il est maquillé afin de paraître plus vieux et lit un extrait des Nemedian Chronicles, écrites par Howard pour servir d'introduction à ses récits. Cette scène doit initialement servir de bande-annonce mais Milius décide ensuite de l'utiliser à la place comme séquence d'ouverture du film. Toutefois, les producteurs s'inquiètent au sujet de l'accent de Schwarzenegger et Milius accepte de déplacer la scène à la fin du film et de remplacer l'extrait lu par l'acteur par la voix off du narrateur.
Il est d'abord envisagé de tourner le film en Yougoslavie mais la situation politique instable du pays depuis la mort de Tito fait reculer les producteurs qui choisissent alors l'Espagne, pays également mieux équipé pour accueillir un tournage de grande envergure,. L'équipe du film et le matériel arrivent en Espagne en septembre 1980 et les prises de vues débutent le 7 janvier 1981. Milius engage sur place plus de 1 500 figurants. Un grand entrepôt situé à 32 km de Madrid abrite les locaux de la production et est également utilisé pour filmer la plupart des intérieurs de la Tour des serpents et du palais de Thulsa Doom. Un entrepôt plus petit est utilisé pour les autres intérieurs du film. Les intérieurs restants de la Tour des serpents sont filmés dans un hangar abandonné de la base aérienne de Torrejón de Ardoz. Un décor de la tour haut de douze mètres est construit dans ce hangar et est utilisé pour filmer la scène où Conan et ses deux compagnons escaladent la tour.
Plusieurs extérieurs sont tournés dans la campagne aux alentours de Madrid. Le village natal de Conan est construit dans une forêt de la Sierra de Guadarrama, au sud de Ségovie, et des copeaux de marbre (pour une valeur d'environ 12 000 $) sont dispersés sur le sol pour simuler la neige. La rencontre de Conan avec la sorcière puis avec Subotaï est filmée au milieu des formations rocheuses de Ciudad Encantada, dans la province de Cuenca. La plupart des extérieurs sont cependant tournés dans la province d'Almería, région au climat semi-aride qui offre des paysages variés ainsi que des vestiges de monuments romains et maures pouvant s'intégrer dans de nombreux décors.
Lors des premières scènes jouées par ses acteurs novices, Milius éprouve quelques doutes mais leur fait confiance pour améliorer leur jeu d'acteur et procède à quelques modifications du scénario afin de l'adapter à leurs capacités. En raison de l'accent autrichien prononcé de Schwarzenegger, particulièrement audible lors de la première réplique qu'il prononce dans le film, « Écraser ses ennemis, les voir mourir devant soi et entendre les lamentations de leurs femmes », l'acteur répète tous ses principaux dialogues au moins quarante fois avant le tournage de la scène. James Earl Jones donne aussi des conseils à Schwarzenegger sur la façon dont il doit dire ses répliques. Les dialogues de Gerry López posent également problème, les producteurs estimant qu'il n'arrive pas à maintenir « une certaine qualité dans sa voix », et l'acteur de théâtre Sab Shimono assure leur doublage après le tournage. Au bout de quelques semaines, Milius, mécontent des méthodes de son directeur de la photographie Gilbert Taylor, qui s'était déjà disputé avec George Lucas sur le tournage de Star Wars, le renvoie et le remplace par Duke Callaghan.

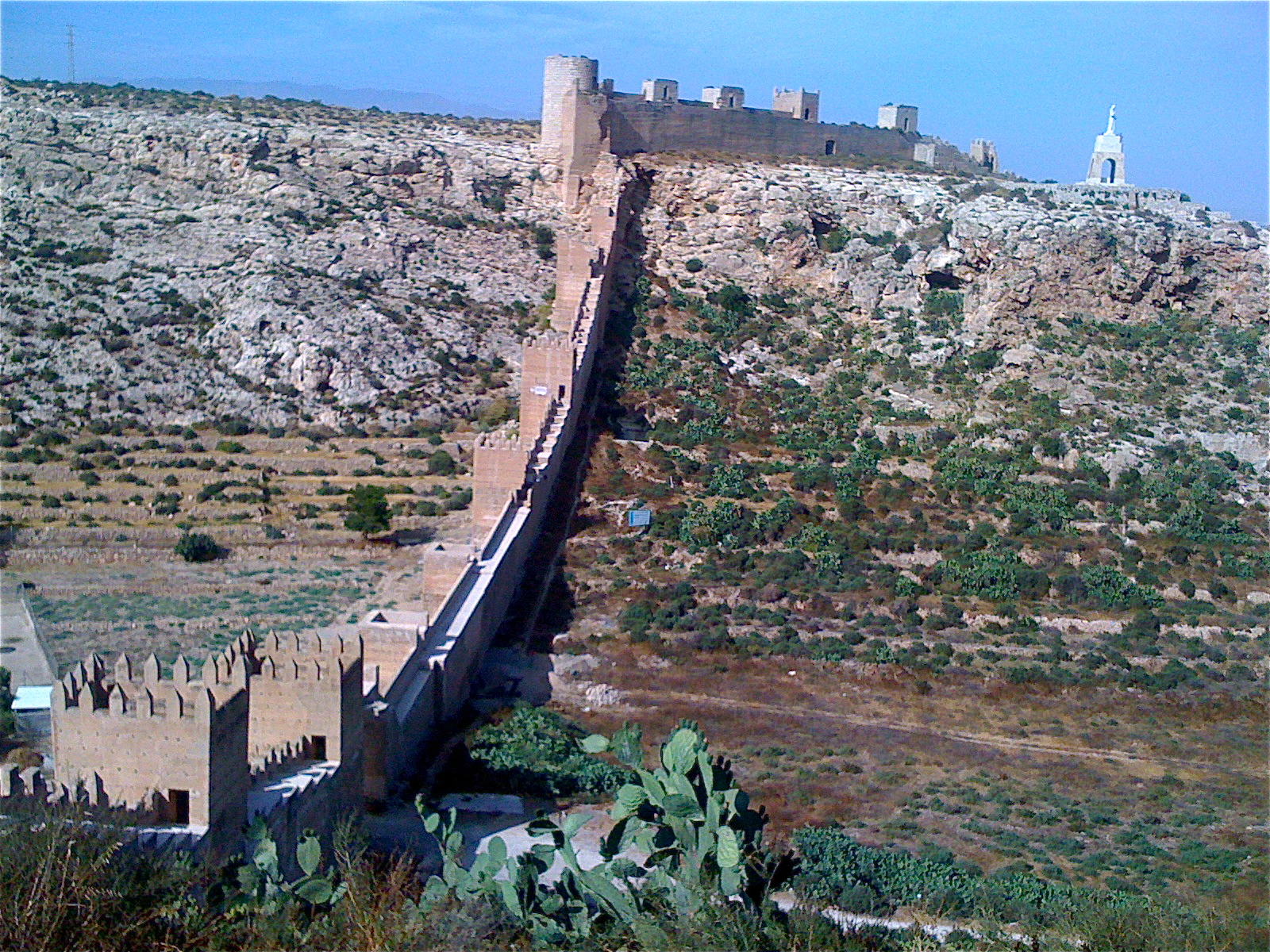
Les scènes du bazar ont été tournées à l'Alcazaba d'Almería.

Les combats sont chorégraphiés par Terry Leonard, le coordinateur des cascades, avec les conseils de Kiyoshi Yamazaki, qui fait un caméo dans le rôle d'un instructeur de Conan. Plusieurs scènes de combats sont filmés avec une grue légère et motorisée à laquelle est fixée une caméra munie d'un système de contrôle à distance. Le tournage est émaillé de blessures, les acteurs principaux effectuant eux-mêmes la plupart des cascades. Schwarzenegger se blesse dès son premier jour de tournage, alors qu'il tourne une scène où il doit échapper à des loups et où un chien-loup particulièrement agressif le fait tomber d'un rocher, ce qui nécessite plusieurs points de suture. Lors du combat dans le palais souterrain de Doom entre Schwarzenegger et Ben Davidson, la hache de ce dernier se brise et un éclat blesse Schwarzenegger au cou. Sandahl Bergman subit la blessure la plus grave en se faisant trancher l'index droit jusqu'à l'os par un figurant lors d'un combat à l'épée. À chaque blessure, Milius remonte le moral de ses acteurs en leur répétant invariablement que « la douleur est temporaire mais le film sera éternel ».
Environ 3 000 000 $ sont alloués à la construction de 49 décors. L'équipe de décoration compte jusqu'à 200 personnes et des artistes anglais, espagnols et italiens sont engagés. Les directives de Ron Cobb pour les décors sont d'inventer un monde fictif tout en maintenant un aspect historiquement réaliste. Évitant l'imagerie gréco-romaine utilisée abondamment dans les péplums des années 1960, Cobb invente un monde qui amalgame des cultures aussi diverses que les Mongols et les Vikings. Plusieurs scènes, comme celle de l'orgie de la secte de Doom, s'inspirent directement des dessins de Frazetta. Pour réduire les coûts, Milius utilise plusieurs maquettes des diverses structures. Ces modèles à l'échelle sont fabriqués par Emilio Ruiz del Río et filmés de façon à paraître d'une taille réelle. Ruiz construit huit maquettes principales, dont une représentation de la cité de Shadizar qui s'étend sur 11 m2 et un palais d'une hauteur de 1,20 m.
La crucifixion de Conan sur « l'arbre du malheur » est filmée en mars 1981 dans le désert de Tabernas, au nord d'Almería. L'arbre est fait de couches de plâtre et de Styrofoam appliquées sur une ossature de bois et d'acier. Il est assemblé sur une plaque tournante afin d'être mobile pour assurer une cohérence au niveau des ombres tout au long des trois jours de tournage de la scène. Schwarzenegger est assis sur une selle de bicyclette montée dans l'arbre tandis que de faux clous sont apposés à ses poignets et à ses pieds. La scène où Valeria combat les esprits pour sauver Conan ainsi que celle de la bataille finale contre les troupes de Doom sont filmées dans les marais salants d'Almerimar. Trois collines de sable hautes de neuf mètres sont édifiées, ce qui nécessite le déplacement de 15 000 m3 de sable, et à leur sommet sont installés des cercles de fausses pierres rappelant Stonehenge,. Ce bouleversement du paysage attire les protestations des environnementalistes et les producteurs promettent de restaurer le site après le tournage.
Le temple de Doom est construit dans les montagnes à environ 12 km à l'ouest d'Almería. La structure, construite en béton et avec différents bois, fait 50 mètres de long pour 22 mètres de hauteur et son escalier compte 120 marches. C'est le plus grand et le plus coûteux (350 000 $) des décors construits pour le film. Les scènes du bazar sont tournées à l'Alcazaba d'Almería, décorée afin de lui donner un aspect hyborien. Les décors de Shadizar, la capitale du royaume de Zamora, sont installés sur les lieux d'un tournage antérieur, un fort construit pour El Condor (1970) et rénové pour être transformé en cité ancienne. Le tournage s'achève à la mi-mai 1981.

### Armes et effets spéciaux

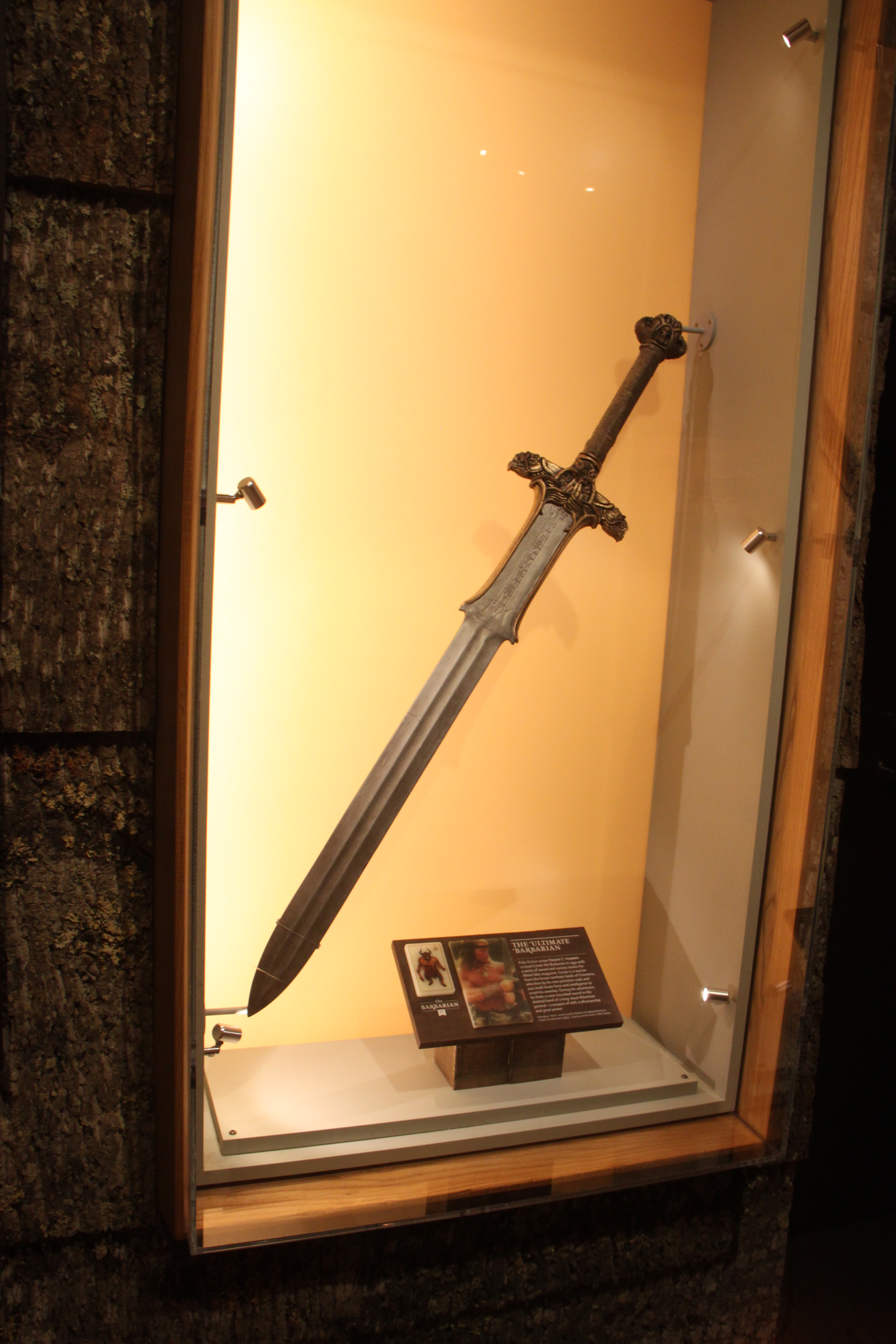
L'épée utilisée par Conan dans le film en exposition au Museum of Pop Culture de Seattle.

L'accessoiriste Tim Huchthausen travaille avec le forgeron Jody Samson pour fabriquer les robustes épées dont Milius pense avoir besoin. Une attention particulière est accordée aux deux épées maniées par Conan, celle de son père et celle qu'il trouve dans le tombeau. Toutes les deux sont réalisées d'après des dessins de Cobb. Elles sont fabriquées dans un alliage d'acier et de carbone, soumises à un traitement thermique et ne sont pas aiguisées. Les poignées et les pommeaux sont sculptés et fondus suivant le procédé de la cire perdue et des inscriptions sont gravées sur les lames par électro-érosion. Samson et Huchthausen créent quatre exemplaires de chacune de ces deux épées pour un coût de 10 000 $ par arme. Toutefois, les deux hommes s'accordent à dire que ces armes sont trop lourdes (environ 4 kg) et n'ont pas l'équilibre voulu, ce qui les rend inappropriées au combat. Des versions plus légères en aluminium, fibre de verre et acier sont fabriquées à Madrid. Elles pèsent 1,4 kg et sont utilisées pour les scènes de combat. Les versions plus lourdes servent pour les gros plans. Les autres armes utilisées dans le film ne sont pas aussi élaborées ; le cimeterre de Valeria est fabriqué en feuille d'aluminium.
Les copieuses quantités de sang versées lors des scènes de combat viennent de sacs de faux sang attachés sur le corps des acteurs. Du sang animal venant des abattoirs est versé sur le sol pour simuler des flaques de sang humain. La plupart du temps, des épées truquées faites en fibre de verre sont utilisées pour les scènes où un coup mortel est porté. Conçues par Nick Allder, le superviseur des effets spéciaux, ces épées ont des lames rétractables et peuvent pulvériser du sang depuis leur pointe. Lors de la scène de la décapitation de Thulsa Doom, Schwarzenegger frappe un mannequin le représentant et tire sur une chaîne cachée pour détacher la tête. La décapitation de la mère de Conan par Doom est plus complexe : un bouclier de plexiglas arrête l'épée alors que Jones porte son coup et une fausse tête est jetée dans le champ de la caméra. Une tête plus élaborée est utilisée pour le gros plan (qui est coupé au montage) ; du sang peut en gicler et les mouvements de ses yeux, de sa bouche et de sa langue sont commandés par des câbles cachés sous la neige.

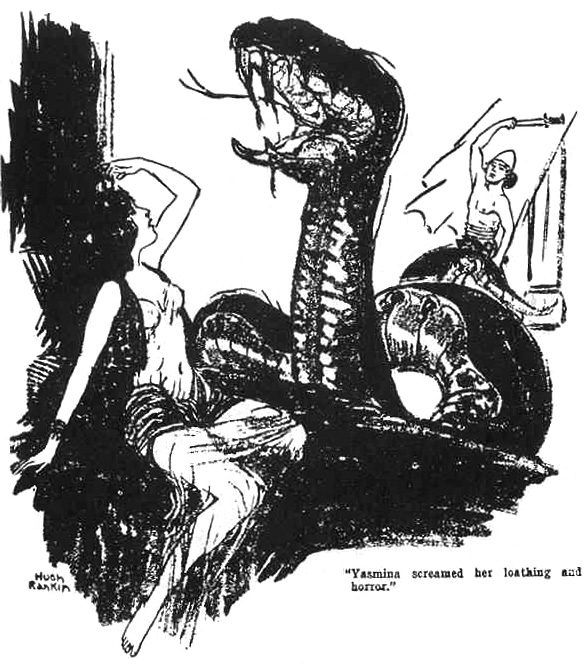
Le serpent géant combattu par Conan est l'effet spécial mécanique le plus coûteux du film.

Le serpent géant que combat Conan dans la tour est créé par Allder pour un coût de 20 000 $. Il mesure 11 mètres de long, son squelette est fait en duraluminium et sa peau en mousse de caoutchouc vulcanisée. Il est propulsé par un système hydraulique et sa fabrication prend dix semaines. Pour la scène où Conan est attaqué par un vautour alors qu'il est crucifié sur « l'arbre du malheur », de véritables vautours sont attachés aux branches et un oiseau mécanique est conçu pour le plan où Schwarzenegger mord le vautour. Ses plumes et ses ailes proviennent d'un vautour mort et il est contrôlé par un mécanisme dissimulé dans l'arbre. La transformation de Doom en serpent nécessite des plans de faux morceaux de corps humain, de serpents vivants et factices, des maquettes et d'autres trucages visuels combinés dans une séquence fluide avec un fondu enchaîné. James Earl Jones est filmé puis il est remplacé par une armature creuse avec un masque en caoutchouc qui est poussé depuis l'arrière par une marionnette en forme de tête de serpent afin de donner l'illusion d'une modification faciale. La tête est alors remplacée par un serpent mécanique. Pendant que celui-ci monte, un technicien fait s'effondrer l'armature creuse, et un vrai serpent est filmé dans un décor miniature pour la fin de la scène.
Les effets spéciaux numériques, qui en sont encore à leurs balbutiements, sont très peu utilisés dans le film. La société Visual Concepts Engineering (VCE), qui a travaillé sur Les Aventuriers de l'arche perdue, est chargée de réaliser ces effets, comme ajouter des reflets et des étincelles sur le joyau dérobé dans la Tour des serpents et sur l'armure de valkyrie de Valeria. Une partie du travail de VCE n'est pas conservé au montage final, notamment les flammes ajoutées sur le bûcher funéraire de Valeria. Les esprits essayant d'emmener Conan au royaume des morts sont également conçus par VCE alors que les nuages rougeoyants présents dans cette même scène sont l'œuvre d'Industrial Light & Magic. Le premier essai de VCE pour créer les fantômes déplaît aux producteurs, qui estiment que les esprits ressemblent trop à ceux des Aventuriers de l'arche perdue. VCE se tourne alors vers l'animation pour accomplir sa tâche, dessinant sur des cells des guerriers musclés sous forme fantomatique et imprimant ces images sur un film à l'aide d'un banc-titre et d'un tirage contact. La surimpression de cette animation avec les véritables images est ensuite effectuée à l'aide d'une tireuse optique.

## Bande originale
Pour composer la bande originale, John Milius choisit son ami Basil Poledouris, en dépit de l'avis de Dino De Laurentiis qui aurait souhaité Ennio Morricone. Engagé avant le début du tournage, Poledouris a l'occasion de composer la musique en se basant sur les storyboards et de procéder à des modifications pendant le tournage. Poledouris utilise beaucoup le logiciel musical Musync pour modifier le tempo de ses compositions et les synchroniser avec l'action du film. Ce logiciel ajuste automatiquement le tempo quand son utilisateur change le positionnement des temps, facilitant ainsi la tâche du compositeur. Conan est le premier film à faire figurer Musync dans les crédits du générique de fin. Milius et Poledouris collaborent étroitement pendant toute la production, établissant des thèmes et des tons émotionnels pour chaque scène. Milius voit en effet son film comme un opéra, comprenant très peu de dialogues avec des scènes entières qui en sont dénuées et qui doivent donc être portées par la musique,. Poledouris, dont c'est la première composition orchestrale à grande échelle, compose assez de morceaux pour occuper presque toute la durée du film. Il utilise beaucoup de quintes au début du film, des tierces et des sixtes étant introduites à mesure que l'histoire progresse. Après le tournage, Milius lui envoie deux copies d'un montage du film, la première sans musique et la deuxième dont les scènes sont accompagnées de morceaux de Richard Wagner, Igor Stravinsky et Sergueï Prokofiev afin d'illustrer les connotations émotionnelles qu'il désire.
Le premier morceau composé par Poledouris est Riddle of Steel, qui sert de thème personnel au personnage de Conan et qui mêle cuivres puissants, cordes et percussions. Cette musique est jouée pour la première fois lorsque le père de Conan explique au jeune garçon le secret de l'acier. Le thème musical principal du film est Anvil of Crom, qui ouvre le film au son de « 24 cors d'harmonie dans une intonation dramatique de la mélodie tandis que le battement des tambours ajoute une dimension rythmique » et qui est joué plusieurs fois lors de scènes ultérieures. Pour l'apparition des cavaliers de Thulsa Doom lors de l'attaque du village de Conan, Milius veut initialement les chœurs de Carmina Burana mais il change d'avis en apprenant que le film Excalibur, qui sort pendant le tournage de Conan, utilise ce morceau. Il demande alors à Poledouris de composer un morceau comportant des « passages choraux énergiques » chantés par les hommes de Doom, qui saluent leur chef et leurs actions en son nom. Les paroles sont écrites en anglais et approximativement traduites en latin, Poledouris étant davantage préoccupé par la façon dont sonnent les mots que par leur sens. Il crée ainsi une mélodie adaptée de l'hymne grégorien Dies iræ, choisi pour « véhiculer les aspects tragiques de la cruauté qu'apporte Thulsa Doom ». Poledouris finit de composer la bande originale en octobre 1981.
Poledouris enregistre sa bande originale à Rome en trois semaines à partir de fin novembre 1981. Il engage et dirige personnellement un orchestre philharmonique de l'Académie nationale Sainte-Cécile composé de 90 instruments et de 24 choristes. Les pièces musicales sont orchestrées par Greg McRitchie, collaborateur habituel de Poledouris. Les chœurs et l'orchestre sont enregistrés séparément. Les 24 pistes des effets sonores, de la musique et des dialogues sont mixées sur un seul canal, faisant de Conan le Barbare le dernier film avec un son monophonique à être produit par un grand studio. Selon Poledouris, Raffaella De Laurentiis a en effet hésité devant le coût (30 000 $) d'une bande sonore stéréo et s'est inquiétée du nombre peu élevé de salles de cinéma équipées d'un système de son stéréo.
Pour le critique musical et cinématographique David Morgan, la musique du film transmet principalement un sentiment de puissance, d'énergie et de brutalité tout en conservant des moments plus tendres. Le son des hautbois et des instruments à cordes accompagne les moments intimes entre Conan et Valeria, les imprégnant d'un riche côté romantique et d'une intensité émotionnelle. Morgan devine aussi une influence orientale dans les mélodies romantiques. Selon le professeur de musique Laurence MacDonald, Poledouris s'écarte délibérément de la pratique d'accompagner les scènes d'amour avec de la musique romantique, rendant unique ce mélancolique thème amoureux à travers l'utilisation d'une harmonie en mode mineur. La critique Page Cook décrit la bande originale du film comme « une grande toile peinte de façon colorée et pourtant extrêmement sensible. Il y a une intelligence innée derrière le schéma de Poledouris, et les sommets atteints sont souvent éloquents et d'une intensité obsédante ».

## Accueil

### Accueil critique
À la sortie du film, les critiques sont partagées. L'interprétation de Schwarzenegger divise particulièrement les journalistes, certains trouvant que son physique, son accent et son jeu monolithique s'adaptent parfaitement au personnage alors que d'autres lui reprochent son manque de charisme et d'expressivité.
Parmi les critiques positives, Roger Ebert, du Chicago Sun-Times, donne au film 3 étoiles sur 4, évoquant une représentation visuelle presque parfaite des récits de Howard, des décors superbes et « un casting idéal » malgré des personnages manquant de complexité. Kevin Thomas, du Los Angeles Times, estime que le film ressuscite le genre de l'épopée héroïque « dans tout son plaisir innocent, à une échelle spectaculaire et avec un style sophistiqué ». Archer Winsten, du New York Post, trouve le scénario « formidable » et pense que si Schwarzenegger avait été meilleur acteur « il aurait gâché le rôle » car, « tel qu'il est, il est le barbare incarné ».
Du côté des critiques négatives, Vincent Canby, du New York Times, estime que le film est « trop long et souvent incohérent ». Jack Kroll, de Newsweek, trouve que le film est « pesant et glauque » et « plus oppressant que passionnant », et juge sévèrement la présence et le jeu d'acteur de Schwarzenegger, louant au contraire Sandahl Bergman pour avoir injecté de la grâce et du dynamisme dans le film. Richard Schickel, de Time Magazine, évoque un « Star Wars réalisé par un psychopathe. Stupide et ahurissant ». Pour la rédaction de Variety, le début du film est prometteur mais le scénario n'est ensuite « rien de plus qu'une série d'aventures incompréhensibles ». La violence du film est le principal reproche qui lui est fait parmi les critiques négatives,.
En France, Alain Garsault, de Positif, pense que le scénario a « fusionné avec un art savant des épisodes du cycle de Conan et des péripéties ou des personnages tirés d'autres récits de Howard » « reliés par des fils conducteurs solides » et « unifiés en imaginant la biographie de Conan ». Il loue les « décors surprenants, extraordinaires et qui pourtant paraissent vraisemblables » et la violence « parfaitement maîtrisée » mais trouve que le héros « n'incarne nulle morale positive » ce qui crée un décalage qui le rend « moins attachant, et moins riches et moins denses quelques passages ». Dans L'Année du cinéma 1982, de Danièle Heymann, Lucien Lacombe et Pierre Murat, les auteurs évoquent un Schwarzenegger interprétant un « Conan superbe qui cherche et trouve vengeance tout au long du péplum new look de Milius ». Pour Olivier Assayas, des Cahiers du cinéma, le film « ne prend jamais vraiment son envol » car « il est fragmenté en séquences pratiquement autonomes, chacune ayant pour noyau une bonne (ou mauvaise) idée de scénario ». Par ailleurs, Arnold Schwarzenegger a l'habileté de « réduire le passif lié dans le cinéma à un corps musclé », alors que John Milius « sait bien donner de la force à certaines scènes » mais « ne parvient pas à se contenter de servir un héros de cinéma d'aventures ». Les rédacteurs de La Revue du cinéma, dans sa rétrospective annuelle, estiment que le film « comporte certaines scènes assez réussies mais il manque surtout de souffle » et « souffre d'un manque certain d'unité », et que Schwarzenegger est un « interprète assez limité ». Libération éreinte le film, la critique ayant pour titre la contrepèterie « Connard le barbant », devenue célèbre depuis,,,.
Avec le temps, les critiques sont devenues plus positives[réf. nécessaire] et le film recueille désormais 66 % de critiques favorables, avec un score moyen de 6,6⁄10 et sur la base de 35 critiques collectées, sur le site Rotten Tomatoes. Néanmoins le site Metacritic donne au film un score de seulement 43 sur 100, sur la base de 10 critiques collectées. Parmi ces critiques ultérieures, James Berardinelli juge que le monde créé est crédible, que la bande originale de Basil Poledouris est l'une des meilleures des années 1980 et que c'est l'un des rares films de fantasy antérieurs aux années 2000 qui soit efficace. Chris Nashawaty, d'Entertainment Weekly, donne au film la note de B+, estimant qu'il a été « injustement rejeté » par certains critiques à sa sortie et qu'il est « extrêmement divertissant ». Le magazine Empire donne au film 4 étoiles sur 5, mettant en avant la bande originale et les scènes d'action.

### Sortie du film et box-office
Dino De Laurentiis désire que le film sorte au cinéma en décembre 1981 mais les responsables d'Universal Pictures, après avoir vu un premier montage du film en août, le trouvent trop violent et demandent que plusieurs scènes soient coupées. La sortie du film est donc repoussée afin que ces modifications puissent être faites. Parmi les scènes coupées figurent plusieurs passages de l'attaque du village natal de Conan, dont un gros plan sur la tête tranchée de sa mère, ainsi qu'un combat contre une créature à trois yeux au sommet de la Tour des serpents, une scène où Conan coupe le bras d'un voleur à la tire qui voulait le dépouiller, le meurtre du roi Osric par ses propres gardes soudoyés par le culte du serpent et un caméo de John Milius dans le rôle d'un vendeur du bazar. La durée du film est ainsi réduite d'une dizaine de minutes. Le budget du film, initialement fixé à 17 500 000 $, approche finalement 20 000 000 $.
La première mondiale du film a lieu le 16 mars 1982 à Madrid lors des Fotogramas de Plata, une cérémonie de remise de prix tenue annuellement. Il est distribué en France et en Espagne au mois d'avril par la 20th Century Fox. Universal prévoit initialement de distribuer le film aux États-Unis à partir du week-end précédant Memorial Day mais avance sa sortie de deux semaines pour éviter la compétition avec d'autres grosses productions telles que Mad Max 2 et Rocky 3. Le film sort en Amérique du Nord le 14 mai 1982 dans 1 395 salles et rapporte 9 603 139 $ pour son premier week-end d'exploitation. Il reste deux semaines à la première place du box-office américain et a rapporté un total de 68 851 475 $ dans le monde entier, dont 39 565 475 $ en Amérique du Nord. Le film se classe au 17e rang du box-office américain en 1982. En France, il réalise 1 778 722 entrées, ce qui le place au 21e rang du box-office français en 1982.

## Distinctions
En 1983, Sandahl Bergman remporte le Golden Globe de la révélation féminine de l'année pour son rôle de Valeria, ainsi que le Saturn Award de la meilleure actrice. Le film reçoit quatre autres nominations aux Saturn Awards dans les catégories du meilleur film de fantasy, de la meilleure musique, des meilleurs costumes et du meilleur maquillage. Dans un registre moins flatteur, Schwarzenegger est nommé pour le Razzie Award du pire acteur (« remporté » par Laurence Olivier).

## Sortie vidéo
Sur le marché vidéo, Conan le Barbare sort en VHS le 2 octobre 1982 en Amérique du Nord et réalise de très bonnes ventes, restant 23 semaines sur la liste de Billboard magazine des meilleures ventes de cassettes vidéo,. Il est ensuite distribué en DVD en édition simple le 24 février 1998 en région 1 et le 6 mars 2002 en région 2. Une édition collector double DVD sort le 18 avril 2005 en région 1 et le 24 août 2005 en région 2. Les deux versions comprennent le commentaire audio du film par John Milius et Arnold Schwarzenegger, un making-of de 55 minutes et des scènes coupées, la version collector incluant un documentaire supplémentaire sur le personnage de Conan. La version en disque Blu-ray sort le 2 août 2011 en région 1 et le 17 août 2011 en région 2. En plus des bonus présents sur les versions DVD, elle comprend un documentaire sur les armes du film et des interviews d'époque de l'équipe du tournage. Les ventes de cassettes vidéo et de DVD du film ont rapporté en 25 ans plus de 200 000 000 $, en faisant un succès très rentable sur le plan commercial.

## Analyse

### Le secret de l'acier

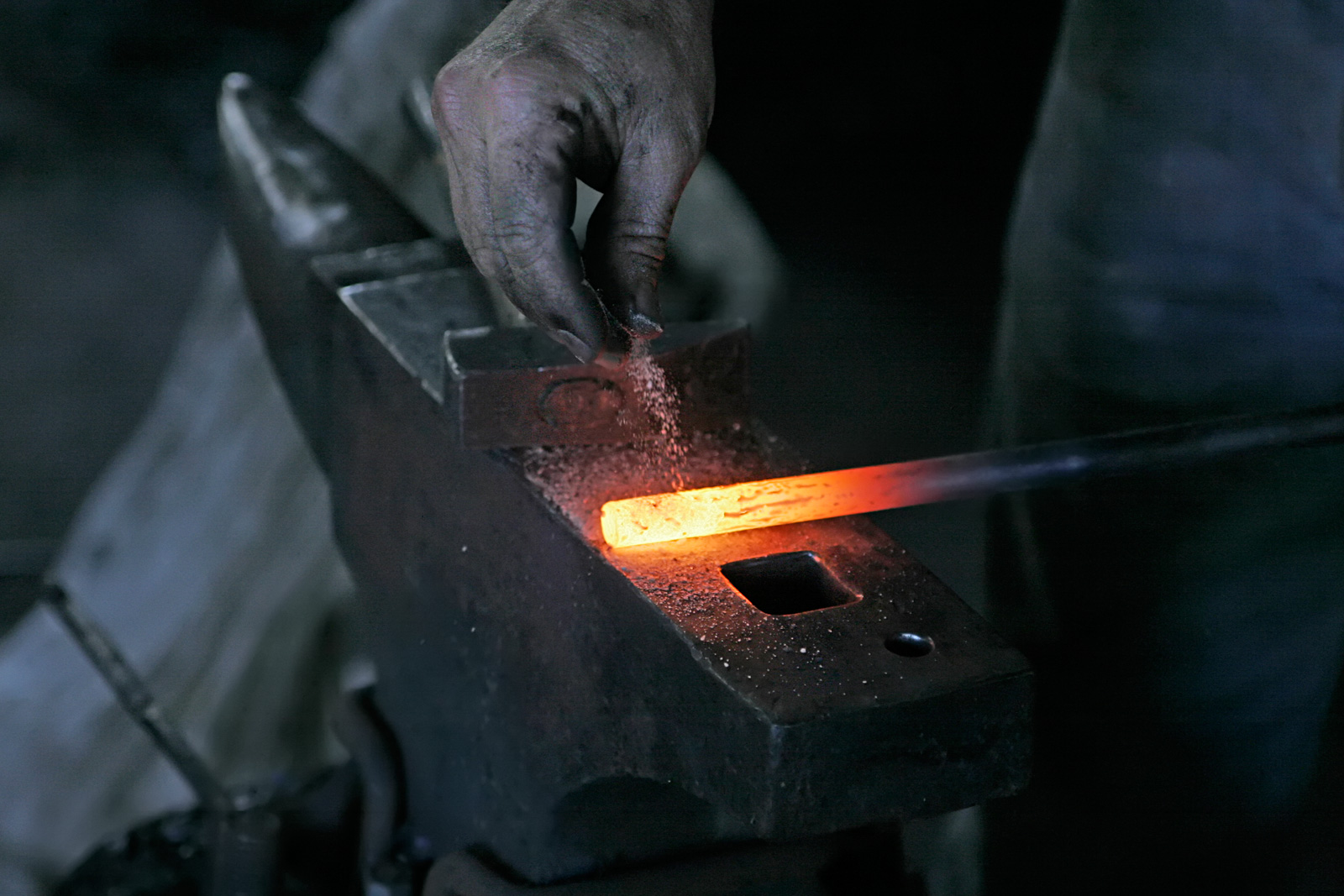
Le secret de l'acier, à travers ses différentes interprétations, est le thème central du film.

Le thème central du film est le secret de l'acier. Au début du film, le père de Conan dit à son fils qu'il doit apprendre ce secret et ne se fier qu'à l'acier. Thulsa Doom est lui aussi initialement persuadé du pouvoir de l'acier et pille le village de Conan, s'emparant de l'épée de son père. L'histoire se concentre alors sur la quête de Conan pour retrouver l'arme en laquelle son père lui a dit de placer sa confiance. L'arme fétiche du héros est un motif depuis longtemps utilisé en littérature, le professeur Carl James Grindley mettant en avant le fait que des œuvres telles que l'Iliade, le poème épique Beowulf et le récit médiéval Sire Gauvain et le Chevalier vert accordent une attention particulière à l'arsenal du héros. Il ajoute que Conan, tout comme la plupart des autres films d'action contemporains, utilise les armes comme procédés d'intrigue pratiques plutôt que comme symboles définissant les qualités du héros.
Le professeur James Whitlark indique que le secret de l'acier rend ironique l'emphase du film sur les épées, faisant allusion au fait qu'elles ont leur propre pouvoir avant de révéler plus tard qu'elles sont inutiles et dépendent de la force de celui qui les manie. En effet, dans la deuxième moitié du film, Doom se moque désormais de l'acier, proclamant que le pouvoir de la chair est plus fort. Et quand Conan récupère l'épée de son père des mains du lieutenant de Doom, l'arme a été brisée au cours de leur duel. Pour Grindley, le moment où le coup de Conan brise l'épée de son père se place dans un contexte œdipien et soutient le point de vue d'Homère selon lequel c'est le héros qui fait l'épée et non l'inverse. Whitlark affirme que le film « procure le fantasme d'un pouvoir humain élevé au-delà de ses limites mortelles ». Le professeur Kristina Passman en convient, énonçant que le film suggère que l'esprit humain et les émotions sont plus fortes que la puissance physique.

### Mort et renaissance
Un autre procédé littéraire présent dans le film est le concept de la mort, accompagnée par un voyage souterrain, et de la renaissance. Le professeur Donald Palumbo note que, comme la plupart des films de fantasy, Conan utilise le motif du voyage souterrain pour renforcer les thèmes de la mort et de la renaissance. Trois scènes impliquent selon lui cette idée. La première se situe quand il dégringole dans un tombeau où il trouve une épée avec laquelle il se débarrasse de ses chaînes et retrouve une nouvelle puissance. Plus tard, Conan fait l'expérience de deux autres voyages sous terre où la mort est présente : dans les profondeurs de la Tour des serpents, où il doit combattre un serpent géant, et dans les entrailles du palais de Doom où les membres du culte mangent de la chair humaine pendant que Doom se transforme en serpent. Par ailleurs, le sacrifice de Valeria suivi de son bref retour de l'au-delà illustre l'idée que l'héroïsme désintéressé et le sacrifice de soi apportent la gloire éternelle. La crucifixion de Conan sur l'arbre, qui entraîne la mort et la brève résurrection de Valeria, peut évoquer une imagerie chrétienne, mais l'association du film avec la religion a été largement rejetée (et la scène d'un Conan crucifié subissant l'attaque de vautours figure dans la nouvelle Une sorcière viendra au monde). John Milius affirme que son film est empli de concepts païens, un sentiment partagé par plusieurs critiques,. Le critique Nigel Andrews estime que les connexions avec le christianisme ne sont pas délibérées et tiennent avant tout à la façon dont le film a été écrit.

### Inspiration wagnérienne et nietzschéenne

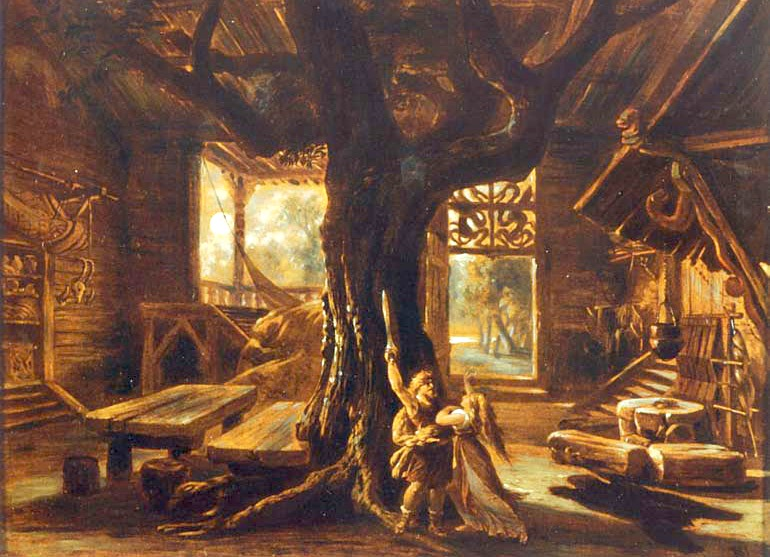
Dessin d'un décor de La Walkyrie avec un arbre ressemblant à « l'arbre du malheur » dans Conan le Barbare.

Pour le journaliste David Huckvale, le film s'inspire des opéras de Richard Wagner. Selon lui, la scène d'ouverture est à rapprocher d'une scène de forge d'épée dans Siegfried et l'aspect de « l'arbre du malheur » est similaire à un décor de La Walkyrie lors de sa représentation au Palais des festivals de Bayreuth en 1876. Les aventures et les épreuves traversées par Conan semblent s'inspirer de celles de Siegfried dans l'opéra de Wagner : témoin de la mort de ses parents, il grandit en esclave et tue un serpent géant/dragon. De plus, l'apparence de Schwarzenegger dans le film lui évoque celle du blond et nordique Siegfried. Roland Fériaud, dans la revue web Acmé, estime que Milius « se réfère ouvertement » aux Nibelungen de Fritz Lang (1924), le casque de Thulsa Doom s'inspirant de celui de Hagen et la mort de Valeria, tuée par une flèche, renvoyant à celle de Siegfried. De même, l'attaque du village au début du film « est mise en scène à la manière d’un opéra wagnérien ».
La notion du héros aryen est mise en avant et critiquée par le journaliste James Hoberman, qui voit dans Conan la représentation du surhomme nietzschéen. Le critique Roger Ebert, bien qu'ayant globalement apprécié le film, est troublé par la scène où la tête de Doom (joué par l'acteur noir James Earl Jones) « est tranchée puis jetée avec mépris dans les escaliers par un blond musclé ». Le professeur Adam Roberts estime que le film peut être rapproché des idées et de l'esthétique des réalisations de Leni Riefenstahl mais avertit que toute lecture politique du film dans ce sens ne peut être que subjective. Le critique Richard Dyer affirme que de telles associations avec le fascisme sont incorrectes et dues à de fausses idées sur la philosophie nietzschéenne.

### Individualisme et masculinité
Les thèmes du film reflètent également le climat politique et social des États-Unis au début des années 1980. Ronald Reagan vient d'être élu président et promeut l'individualisme tout au long de ses deux mandats. Dans ses discours, il met l'accent sur les valeurs morales de l'individu et encourage ses compatriotes à rendre le pays prospère et à s'opposer à l'URSS pendant la guerre froide. L'écrivain Dave Saunders associe le film à l'idéologie conservatrice qui entoure la politique du gouvernement Reagan, et compare la quête de Conan aux interventions américaines à l'étranger et le repaire de Doom au Kremlin. Pour Saunders, Conan représente le héros américain qui tire sa force des épreuves qu'il doit traverser et écrase les oppresseurs malfaisants (les Soviétiques). Les théoriciens Douglas Kellner et Michael Ryan estiment que cet individualisme est plutôt à mettre en opposition avec un gouvernement fédéral excessivement autoritaire.
Pour l'écrivain Gary Cross, le film met en avant la notion de masculinité, présentant aux spectateurs masculins un héros viril en réaction au mouvement féministe jugé comme invasif au début des années 1980. L'affiche promotionnelle américaine du film représente Conan dans une posture avantageuse, l'épée levée bien haut, alors que Valeria est accroupie à ses pieds, épée pointée vers le bas. Selon les professeurs Passman et Rikke Schubart, Valeria est l'archétype de la « bonne » Amazone, une guerrière farouche représentée comme l'égale de Conan mais rendue docile par l'amour qu'elle lui voue,. Schubart pense que les critiques de l'époque n'ont pas perçu Valeria comme une figure féminine forte mais comme un « spectacle sexuel », le traditionnel compagnon du héros dans un attirant corps féminin. Mais pour Passman, la loyauté et l'amour dont elle fait preuve envers Conan en font plus qu'un simple compagnon du héros ; elle représente pour Conan la possibilité d'un bonheur humain. Fabien Delmas, dans la revue web Acmé, estime que le film « prend place au sein des renouvellements formels qui accompagnent le changement de décennie, et participe de la refonte des standards morphologiques types. […] Conan marque l’avènement d’une nouvelle race de héros, d’un nouveau corps cinématographique. Les silhouettes chétives ont fait leur temps. Les années 1980, décennie de la puissance retrouvée, seront celles de Schwarzenegger et Stallone ».

## Influence culturelle

### Suites et copies
Conan le Barbare devient après sa sortie le standard à l'aune duquel sont mesurés les autres films de fantasy jusqu'à la sortie de la trilogie du Seigneur des anneaux de Peter Jackson. De nombreux films de fantasy sont produits lors des années suivantes et sont considérés par la critique comme des imitations de Conan. Une suite réalisée par Richard Fleischer, Conan le Destructeur, est donnée au film en 1984, Arnold Schwarzenegger y reprenant le rôle-titre. Elle connaît un certain succès commercial, bien que moindre que celui du premier volet, mais reçoit de mauvaises critiques. De 1983 à 1993, un spectacle de vingt minutes inspiré de Conan le Barbare et nommé The Adventures of Conan: A Sword and Sorcery Spectacular est mis en place aux Universal Studios Hollywood.
Un troisième volet, Conan the Conqueror, est programmé pour 1987 mais Schwarzenegger n'est plus sous obligation contractuelle de le tourner. Pris par le tournage de Predator et échaudé par le cuisant échec, tant critique que commercial, de Kalidor (1985), l'acteur décide de ne pas s'engager sur ce projet. Celui-ci est alors abandonné avant que le scénario ne soit utilisé sous une forme légèrement remaniée pour le film Kull le Conquérant (1997). En 2002, John Milius relance le projet d'un troisième film en écrivant le scénario de King Conan: Crown of Iron, où Schwarzenegger reprendrait le personnage, désormais père et roi d'Aquilonie. Les Wachowski se déclarent intéressées pour réaliser le projet mais celui-ci est annulé après l'élection de Schwarzenegger au poste de gouverneur de Californie.
Le projet d'un troisième film, désormais intitulé The Legend of Conan, est relancé en 2012, Schwarzenegger ayant repris sa carrière d'acteur. Pris en charge par Chris Morgan, le projet serait un retour aux sources qui ignorerait entièrement tous les événements s'étant déroulés dans Conan le Destructeur et le reboot Conan (2011), et le début du tournage est espéré pour 2015. La production est cependant reportée mais Schwarzenegger affirme en 2016 que le projet est toujours sur les rails et que les producteurs sont à la recherche d'un réalisateur renommé pour diriger le film. Néanmoins, Morgan annonce en avril 2017 qu'Universal Studios a annulé le projet, le jugeant trop risqué financièrement.

### Reconnaissance
Le film marque le point culminant de la carrière cinématographique de Milius et de Sandahl Bergman, tous les deux échouant par la suite à retrouver une telle reconnaissance. Les deux véritables bénéficiaires du film sont Basil Poledouris et Schwarzenegger. La bande originale de Poledouris, encensée par la critique, lui vaut d'accroître considérablement sa réputation. Plusieurs spécialistes placent la musique du film parmi les meilleures bandes originales des années 1980,. En raison de ce succès, Paul Verhoeven engage Poledouris pour composer la musique de ses films La Chair et le Sang (1985) et RoboCop (1987),, et Jerry Goldsmith s'inspire de la musique de Conan pour composer la bande originale de Total Recall (1990). Les morceaux qui composent la bande originale sont souvent repris dans des bandes-annonces de films ou de jeux vidéo, notamment Riders of Doom qui est généralement utilisé pour celles de la série de jeux vidéo The Legend of Zelda depuis l'opus Ocarina of Time.
Le rôle de Conan apporte à Schwarzenegger une reconnaissance mondiale en tant que vedette de film d'action et établit le modèle de la plupart de ses futurs rôles, un personnage « froid, musclé et peu expressif mais néanmoins attachant ». Il reste l'un des rôles les plus marquants de sa carrière, Schwarzenegger le qualifiant lui-même de « cadeau divin », et de nombreuses références y sont faites par la suite. Lors de la campagne électorale présidentielle qu'il mène en faveur de George H. W. Bush, il est présenté sous le nom de « Conan le républicain », un sobriquet qui lui reste accroché tout au long de sa carrière en politique et que les médias lui attribuent fréquemment durant ses deux mandats de gouverneur de la Californie. Il embrasse cette image en exposant dans son bureau une copie de son épée dans le film et en laissant parfois ses visiteurs jouer avec, et en épiçant à plusieurs reprises ses discours de citations de son personnage telles que « To crush your enemies, see them driven before you, and to hear the lamentations of their women »,.